# William Marvin

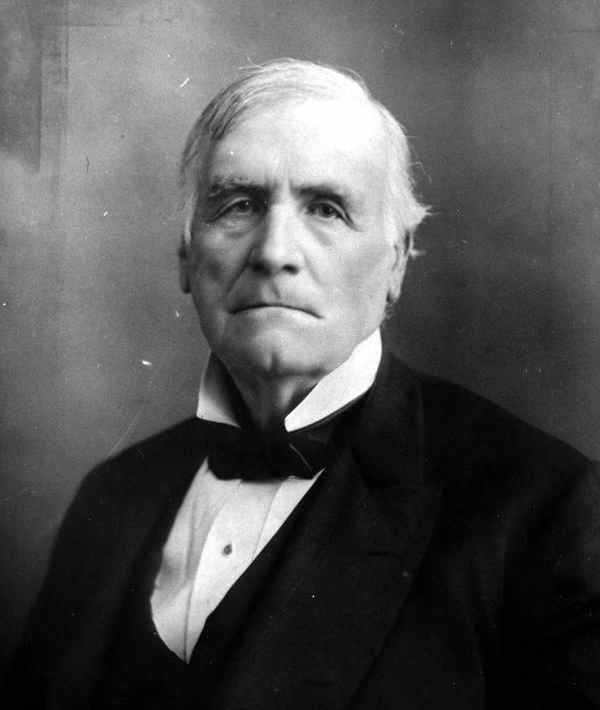
William Marvin

William Marvin, född 14 april 1808 i Fairfield, New York, död 9 juli 1902 i Onondaga County, New York, var en amerikansk jurist och politiker. Han tjänstgjorde som guvernör i Florida från 13 juli till 20 december 1865.
Marvin studerade juridik. Han var domare i en federal domstol 1847-1863. Han arbetade sedan som advokat i New York fram till 1865.
Nordstaternas trupper marscherade in i Tallahassee i maj 1865 dagen efter att guvernör Abraham K. Allison hade avgått. Florida fick en ny guvernör i juli 1865 i och med att USA:s president Andrew Johnson gav Marvin i uppdrag att organisera Floridas administration på nytt. Han avgick redan senare samma år och efterträddes av David S. Walker.
Marvin flyttade 1867 till delstaten New York och arbetade där som advokat i Onondaga County.